# Войнеговци
Войнѐговци е село в Западна България. Намира се в Столична община, област София.

## География
Село Войнеговци се намира в планински район, на южния склон на Стара планина, на 17 km от столицата София.

## Редовни събития
На 24 май се провежда ежегоден събор.
На 21 септември 2013 г. и 21 – 22 юни 2014 г. на стадиона в селото се провежда рок фестивалът Войнеговци Wrong Fest. Фестивалът се организира от столичното заведение The Wrong Bar в подкрепа на българската рок музика с амбицията да се превърне в традиция. Второто издание на фестивала е условно разделено на Right Day (21 юни) и Wrong Day (22 юни), като в него вземат участие 14 групи.

## Транспорт
Две автобусни линии свързват селото със София: 21, Който тръгва от Войнеговци, минава през Световрачене, след това през Кубратово, Квартал Бенковски, Квартал Орландовци, Сточна гара, Лъвов мост и Централна гара. През селото минава и най-дългата извънградска линия: 28, която започва от Мрамор, минава през Житен, село Доброславци, Нови Искър, Подгумер, Войнеговци, Световрачене, Негован, Чепинци и село Локорско. Линиите принадлежат на ЦГМ. До селото може да се стигне чрез Войнишко шосе в Световрачене, два черни пътя откъм Подгумер и Локорско, и от Околовръстното Шосе на София.

## Галерия
- Кметството и Читалището „В.Левски“
- Църквата Св. Петка
- Стенописи от църквата Св. Петка
- Военен паметник
- Партизански паметник и бившето училище